# Campionat britànic de motocròs 1980
La temporada de 1980 del Campionat britànic de motocròs fou la 29a edició d'aquest campionat, organitzat per l'ACU.

## Classificació final

### Open
| Posició | Pilot         | Motocicleta | Punts |
| ------- | ------------- | ----------- | ----- |
| 1       | Geoff Mayes   | Maico       | 259   |
| 2       | Andy Roberton | Yamaha      | 213   |
| 3       | Dave Tomasik  | KTM         | 208   |
| 4       | Graham Noyce  | Honda       | 205   |
| 5       | Dave Watson   | Suzuki      | 188   |
| 6       | Dave Thorpe   | Kawasaki    | 165   |
| 7       | Neil Hudson   | Maico       | 164   |
| 8       | Roger Harvey  | Maico       | 146   |
| 9       | Rob Hooper    | Maico       | 142   |
| 10      | Peter Mathia  | Montesa     | 139   |

### 250cc National
| Posició | Pilot           | Motocicleta | Punts |
| ------- | --------------- | ----------- | ----- |
| 1       | Jonathan Wright | Suzuki      | 254   |
| 2       | Vic Allan       | KTM         | 179   |
| 3       | Peter Mathia    | Montesa     | 173   |
| 4       | Roger Harvey    | Maico       | 171   |
| 5       | Dave Watson     | Suzuki      | 126   |
| 6       | Paul Hunt       | Yamaha      | 124   |
| 7       | Dave Tomasik    | KTM         | 111   |
| 8       | Jeremy Whatley  | Kawasaki    | 103   |
| 9       | Perry Leask     | Husqvarna   | 90    |
| 10      | Steve Harrison  | Kawasaki    | 90    |